# Carta al rey (serie de televisión)
Carta para el rey (en inglés The Letter for the King) es una serie de televisión de aventuras desarrollada por Will Davies y FilmWave para Netflix inspirada en la clásica novela holandesa de 1962 Carta al rey por Tonke Dragt. La serie de seis episodios fue lanzada en Netflix el 20 de marzo de 2020.

## Argumento
Un joven aspirante, Tiuri (Amir Wilson), se encuentra en una peligrosa misión para entregar una carta secreta al Rey que vive en las Grandes Montañas.

## Reparto
- Amir Wilson como Tiuri
- Ruby Ashbourne Serkis como Lavinia
- Thaddea Graham como Iona
- Islam Bouakkaz como Arman
- Jonah Lees como Jussipo
- Jack Barton como Foldo
- Nathanael Saleh como Piak
- Gijs Blom como Príncipe Viridian
- Emilie Cocquerel como Reina Alianor
- Peter Ferdinando como Jaro
- Kemi-Bo Jacobs como Darya
- David Wenham como Sir Tiuri el Valiente
- Omid Djalili como Sir Fantumar
- Ken Nwosu como Ristridin
- Yorick van Wageningen como Rey Favian
- Jakob Oftebro como el Príncipe Iridian
- Tawfeek Barhom como Jabroot
- Jóhannes Haukur Jóhannesson como Bors
- Ben Chaplin como El caballero negro
- Fionn O'Shea como Tristan
- Andy Serkis como alcalde de Mistrinaut
- Kim Bodnia como Abad
- David Wilmot como Slupor
- Lisa Loven Kongsli como Shona
- Peter McCauley como el General

## Producción

### Desarrollo
En julio de 2018, se anunció que Netflix había ordenado una serie original basada en De brief voor de Koning de Tonke Dragt con Will Davies como showrunner y productor ejecutivo. Esta es la primera adaptación de Netflix de un libro holandés, aunque se adaptará en inglés; La serie se titula después de la traducción al inglés, que se publicó en 2014. FilmWave adquirió los derechos internacionales en un acuerdo con Leopold . Paul Trijbits de FilmWave es productor ejecutivo, Chris Clark está produciendo y Alex Holmes y Felix Thompson están dirigiendo.

### Casting
El elenco se anunció en diciembre de 2018 con Amir Wilson en el papel principal.

### Rodaje
La fotografía principal tuvo lugar en Nueva Zelanda y Praga, República Checa.

### Música
Brandon Campbell compuso la música para la serie. "Es un puntaje de aventura orquestal, pero tejemos muchos elementos occidentales". Hay guitarras acústicas, algunas voces, el violín y la trompeta. Nuestro enfoque para este proyecto, y nuestra visión cuando se unieron, fue un western que tiene lugar en medio de esta aventura mágica ", dijo a Awards Daily .

## Lanzamiento
Las primeras imágenes promocionales se lanzaron en enero de 2020, seguidas de un avance y un tráiler en febrero.

## Recepción

### Recepción crítica
En Rotten Tomatoes, la serie tiene una calificación de aprobación del 60% basada en las revisiones de 20 críticos, con una calificación promedio de 6.69 / 10. El consenso crítico del sitio web dice: "La Carta para el Rey aspira a la grandeza, pero un ritmo deficiente prolongado durante muchos episodios obstaculiza lo que podría ser un viaje épico". En Metacritic, la serie tiene un puntaje de 55 de 100 basado en revisiones de 6 críticos, que indican "revisiones mixtas o promedio".

#### Recepción anglófona
Jack Seale de The Guardian premiando la serie con 3 estrellas de 5 y escribió: "Pero aunque The Letter for the King no se siente como un programa para adultos que los niños puedan ver, tampoco es divertido. suficiente para que los adultos disfruten, con sus peleas y romance ". David Opie de Digital Spy le otorgó 2 de 5 estrellas y escribió: "Desafortunadamente, The Letter For The King no es el nuevo éxito de fantasía que esperábamos, por lo que puede arrojar cualquier gran expectativa que pueda tener como una moneda para su Brujo De hecho, tampoco es tan bueno para los fanáticos del libro ". .

#### Recepción holandesa
Aunque la serie superó las calificaciones de Netflix en los Países Bajos, también recibió críticas muy variadas, principalmente dirigidas a la ejecución de la serie basada en el libro de Dragt. Mark Moorman, de De Volkskrant, otorgó al programa 3 de 5 estrellas y comentó: "Con buenos actores jóvenes, una hermosa cinematografía y una fuerte queeste, The Letter for the King es un éxito razonable. Pero se siente un poco como si Netflix hubiera aplastado nuestro libro infantil favorito con un controlador de vapor ". Belinda van de Graaf de Trouw también otorgó a la serie 3 de 5 estrellas y escribió: "En su dedicación a la inclusión, los creadores incluso fueron más allá. El compañero más importante de Tiuri ya no es un niño (Piak) sino una niña, Lavinia. Y en algún lugar al final, hay un beso íntimo entre dos aprendices. Dulce, ese beso entre dos chicos, pero esa escena es un poco inútil. Lo mismo cuenta para todos los hocus pocus que agregaron los creadores. Es comprensible que Tonke Dragt prefiera hablar de series inspiradas en su libro que una adaptación de su trabajo ".